# Aachener Turn- und Sportverein Alemannia 1900 2003-2004
Questa voce raccoglie le informazioni riguardanti l'Aachener Turn- und Sportverein Alemannia 1900 nelle competizioni ufficiali della stagione 2003-2004.

## Stagione
Nella stagione 2003-2004 l'Alemannia, allenato da Jörg Berger, concluse il campionato di 2. Bundesliga al 6º posto. In Coppa di Germania l'Alemannia perse la finale con il Werder Brema.

## Rosa
| N. |                                 | Ruolo | Calciatore          |
| -- | ------------------------------- | ----- | ------------------- |
| 1  | Germania (bandiera)             | P     | Stephan Straub      |
| 2  | Germania (bandiera)             | D     | Frank Paulus        |
| 3  | Germania (bandiera)             | D     | Alexander Klitzpera |
| 4  | Paesi Bassi (bandiera)          | D     | Quido Lanzaat       |
| 5  | Germania (bandiera)             | D     | Dennis Brinkmann    |
| 6  | Germania (bandiera)             | D     | Willi Landgraf      |
| 7  | Bosnia ed Erzegovina (bandiera) | C     | Ivica Grlić         |
| 8  | Paesi Bassi (bandiera)          | C     | Eric van der Luer   |
| 9  | Francia (bandiera)              | A     | Daniel Gómez        |
| 10 | Germania (bandiera)             | C     | Karlheinz Pflipsen  |
| 11 | Paesi Bassi (bandiera)          | A     | Erik Meijer         |

| N. |                        | Ruolo | Calciatore         |
| -- | ---------------------- | ----- | ------------------ |
| 12 | Zimbabwe (bandiera)    | D     | George Mbwando     |
| 13 | Stati Uniti (bandiera) | A     | Chuck Kim          |
| 14 | Germania (bandiera)    | C     | Fabian Ewertz      |
| 15 | Camerun (bandiera)     | C     | Thierry Bayock     |
| 17 | Togo (bandiera)        | A     | Bachirou Salou     |
| 19 | Ghana (bandiera)       | D     | Edwin Bediako      |
| 21 | Germania (bandiera)    | C     | Cristian Fiél      |
| 22 | Germania (bandiera)    | C     | Kai Michalke       |
| 24 | Germania (bandiera)    | P     | Dirk Memmersheim   |
| 31 | Germania (bandiera)    | A     | Emmanuel Krontiris |
| 33 | Germania (bandiera)    | D     | Stefan Blank       |

## Organigramma societario
Area tecnica
- Allenatore: Jörg Berger
- Allenatore in seconda: Frank Engel, Jörg Jakobs
- Preparatore dei portieri:
- Preparatori atletici:

## Calciomercato

### Sessione estiva
| Acquisti | Acquisti                  | Acquisti            | Acquisti |
| R.       | Nome                      | da                  | Modalità |
| -------- | ------------------------- | ------------------- | -------- |
| D        | Stefan Blank              | St. Pauli           |          |
| D        | Dennis Brinkmann          | Rot-Weiss Essen     |          |
| C        | Fabian Ewertz             | Bayer Leverkusen II |          |
| A        | Daniel Gomez (calciatore) | Excelsior Virton    |          |
| A        | Chuck Kim                 | Roda JC             |          |
| A        | Erik Meijer               | Amburgo             |          |
| C        | Kai Michalke              | Norimberga          |          |
| D        | Frank Paulus              | Dinamo Dresda       |          |

| Cessioni | Cessioni           | Cessioni                 | Cessioni |
| R.       | Nome               | da                       | Modalità |
| -------- | ------------------ | ------------------------ | -------- |
| D        | Ralph Gunesch      | St. Pauli                |          |
| D        | Dirk Caspers       | Schalke 04 II            |          |
| C        | Daniel Ferl        | Sachsen Lipsia           |          |
| D        | Henri Heeren       | Saarbrücken              |          |
| A        | Josef Ivanović     | Duisburg                 |          |
| A        | Marc Keller        | Eupen                    |          |
| A        | Stephan Lämmermann | Borussia Freialdenhoven  |          |
| D        | David Marso        | Germania Lich-Steinstraß |          |
| D        | Daniel Rosin       | Wacker Burghausen        |          |
| A        | Mirosław Spizak    | Duisburg                 |          |
| A        | Mark Zimmermann    | Sachsen Lipsia           |          |

### Sessione invernale
| Acquisti | Acquisti      | Acquisti | Acquisti |
| R.       | Nome          | da       | Modalità |
| -------- | ------------- | -------- | -------- |
| C        | Cristian Fiél | Bochum   |          |

| Cessioni | Cessioni | Cessioni | Cessioni |
| R.       | Nome     | da       | Modalità |
| -------- | -------- | -------- | -------- |

## Risultati

### 2. Bundesliga

#### Girone di andata
| Arbitro: | Raquet |

|               |           |           |
| Reisinger 24’ | Marcatori | 6’ Meijer |

| Arbitro: | Perl |

|                                |           |                    |
| Krontiris 32’ Grlić 90’ (rig.) | Marcatori | 21’ Auer 66’ Thurk |

| Arbitro: | Kemmling |

|                                   |           |               |
| Blank 7’ (aut.) Iordache 62’, 77’ | Marcatori | 64’ Brinkmann |

| Arbitro: | Späker |

|               |           |  |
| Krontiris 12’ | Marcatori |  |

| Arbitro: | Frank |

|                                                      |           |            |
| Feinbier 6’, 34’ Ruman 10’, 40’, 60’ Eigler 73’, 89’ | Marcatori | 17’ Meijer |

| Arbitro: | Gräfe |

|                          |           |            |
| Meijer 11’ Klitzpera 36’ | Marcatori | 64’ Bugera |

| Arbitro: | Brych |

|                            |           |                                                        |
| Zandi 13’, 63’ (rig.), 77’ | Marcatori | 19’ Blank 24’, 50’ Krontiris 31’ Brinkmann 71’ Mbwando |

| Arbitro: | Kinhöfer |

|                                                         |           |             |
| Pflipsen 9’ Blank 41’ Meijer 58’ Grlić 71’ Michalke 86’ | Marcatori | 35’ Grassow |

| Arbitro: | Anklam |

|            |           |                    |
| Binder 15’ | Marcatori | 14’, 88’ Klitzpera |

| Arbitro: | Fleischer |

|                             |           |  |
| Brinkmann 29’ Krontiris 75’ | Marcatori |  |

| Arbitro: | Brych |

|                          |           |          |
| Baumgart 60’ Persich 88’ | Marcatori | 6’ Grlić |

| Arbitro: | Sippel |

|                            |           |  |
| Grlić 28’ (rig.) Gómez 87’ | Marcatori |  |

| Arbitro: | Kammerer |

|                                         |           |           |
| Menga 30’, 58’ von Walsleben-Schied 48’ | Marcatori | 85’ Blank |

| Arbitro: | Keßler |

|              |           |  |
| Pflipsen 51’ | Marcatori |  |

| Ahlen 12 dicembre 2003, ore 19:00 CET 16ª giornata | LR Ahlen | 0 – 0 referto | Alemannia Aquisgrana | Wersestadion (5 028 spett.)\| Arbitro: \| Drees \| |
| Arbitro:                                           | Drees    |               |                      |                                                    |

| Aquisgrana 17 dicembre 2003, ore 19:00 CET 17ª giornata | Alemannia Aquisgrana | 0 – 0 referto | Karlsruhe | Stadio Tivoli (13 303 spett.)\| Arbitro: \| Trautmann \| |
| Arbitro:                                                | Trautmann            |               |           |                                                          |

| Arbitro: | Wagner |

|                                         |           |                     |
| Grlić 9’ (rig.) Krontiris 23’ Salou 79’ | Marcatori | 7’ Mintál 11’ Aidoo |

#### Girone di ritorno
| Arbitro: | Steinborn |

|  |           |             |
|  | Marcatori | 25’ Žiković |

| Arbitro: | Jansen |

|                                                    |           |                         |
| Friedrich 50’ Bediako 75’ (aut.) Babatz 80’ (rig.) | Marcatori | 26’ Salou 44’ Krontiris |

| Arbitro: | Gräfe |

|  |           |                      |
|  | Marcatori | 41’ Silva 65’ Vágner |

| Arbitro: | Frank |

|  |           |          |
|  | Marcatori | 27’ Fiél |

| Aquisgrana 27 febbraio 2004, ore 19:00 CET 22ª giornata | Alemannia Aquisgrana | 0 – 0 referto | Greuther Fürth | Stadio Tivoli (13 309 spett.)\| Arbitro: \| Marks \| |
| Arbitro:                                                | Marks                |               |                |                                                      |

| Arbitro: | Fröhlich |

|                        |           |              |
| Ahanfouf 46’ Bælum 56’ | Marcatori | 15’ Pflipsen |

| Arbitro: | Albrecht |

|                                  |           |           |
| Michalke 6’ Blank 61’ Meijer 65’ | Marcatori | 41’ Zandi |

| Arbitro: | Henschel |

|           |           |               |
| Aygün 89’ | Marcatori | 38’ Krontiris |

| Arbitro: | Walz |

|            |           |  |
| Meijer 75’ | Marcatori |  |

| Arbitro: | Schalk |

|                                |           |                                  |
| Keller 8’, 50’ Patschinski 59’ | Marcatori | 6’ Brinkmann 10’ Gómez 65’ Grlić |

| Arbitro: | Seemann |

|                                                     |           |               |
| Blank 16’, 59’ (rig.) Okeke 18’ (aut.) Michalke 81’ | Marcatori | 2’, 39’ Keïta |

| Arbitro: | Brych |

|                                |           |  |
| Boakye 30’, 48’ Sinisterra 68’ | Marcatori |  |

| Arbitro: | Kinhöfer |

|                                |           |  |
| Nikl 54’ Slovák 71’ Mintál 90’ | Marcatori |  |

| Arbitro: | Sippel |

|                         |           |           |
| Grlić 67’ Klitzpera 79’ | Marcatori | 75’ Diouf |

| Arbitro: | Weiner |

|                  |           |                       |
| Aliaj 18’ (rig.) | Marcatori | 58’, 76’ (rig.) Blank |

| Arbitro: | Schmidt |

|           |           |             |
| Salou 68’ | Marcatori | 35’ N'Diaye |

| Arbitro: | Merk |

|           |           |  |
| Casey 42’ | Marcatori |  |

### Coppa di Germania
| Arbitro: | Kircher |

|                                          |                      |                                      |
| Müller 6’                                | Marcatori            | 77’ (rig.) Pflipsen                  |
| Gansauge Kresin Richter Fuchs Hebestreit | Tiri di rigore 3 – 4 | Meijer Pflipsen Blank Michalke Grlić |

| Arbitro: | Wagner |

|                                          |                      |                                            |
| Meijer 72’                               | Marcatori            | 11’ (rig.) Lauth                           |
| Meijer Krontiris Michalke Pflipsen Grlić | Tiri di rigore 5 – 4 | Lauth Görlitz Weissenberger Hoffmann Meyer |

| Arbitro: | Albrecht |

|  |           |                                                 |
|  | Marcatori | 30’, 55’, 59’ Krontiris 48’ Pflipsen 64’ Meijer |

| Arbitro: | Weiner |

|                      |           |             |
| Blank 34’ Meijer 81’ | Marcatori | 45’ Ballack |

| Arbitro: | Steinborn |

|           |           |  |
| Grlić 42’ | Marcatori |  |

| Arbitro: | Fandel |

|                               |           |                      |
| Borowski 31’, 84’ Klasnić 45’ | Marcatori | 51’ Blank 90’ Meijer |

## Statistiche

### Statistiche di squadra
| Competizione      | Punti | In casa | In casa | In casa | In casa | In casa | In casa | In trasferta | In trasferta | In trasferta | In trasferta | In trasferta | In trasferta | Totale | Totale | Totale | Totale | Totale | Totale | DR |
| Competizione      | Punti | G       | V       | N       | P       | Gf      | Gs      | G            | V            | N            | P            | Gf           | Gs           | G      | V      | N      | P      | Gf     | Gs     | DR |
| ----------------- | ----- | ------- | ------- | ------- | ------- | ------- | ------- | ------------ | ------------ | ------------ | ------------ | ------------ | ------------ | ------ | ------ | ------ | ------ | ------ | ------ | -- |
| 2. Bundesliga     | 53    | 17      | 11      | 4       | 2       | 29      | 14      | 17           | 4            | 4            | 9            | 22           | 37           | 34     | 15     | 8      | 11     | 51     | 51     | 0  |
| Coppa di Germania | -     | 3       | 2       | 1       | 0       | 4       | 2       | 3            | 1            | 1            | 1            | 8            | 4            | 6      | 3      | 2      | 1      | 12     | 6      | +6 |
| Totale            | 53    | 20      | 13      | 5       | 2       | 33      | 16      | 20           | 5            | 5            | 10           | 30           | 41           | 40     | 18     | 10     | 12     | 63     | 57     | +6 |

### Andamento in campionato
| Giornata  | 1 | 2  | 3  | 4  | 5  | 6  | 7 | 8 | 9 | 10 | 11 | 12 | 13 | 14 | 15 | 16 | 17 | 18 | 19 | 20 | 21 | 22 | 23 | 24 | 25 | 26 | 27 | 28 | 29 | 30 | 31 | 32 | 33 | 34 |
| --------- | - | -- | -- | -- | -- | -- | - | - | - | -- | -- | -- | -- | -- | -- | -- | -- | -- | -- | -- | -- | -- | -- | -- | -- | -- | -- | -- | -- | -- | -- | -- | -- | -- |
| Luogo     | T | C  | T  | C  | T  | C  | T | C | T | C  | T  | C  | T  | C  | T  | C  | C  | C  | T  | C  | T  | C  | T  | C  | T  | C  | T  | C  | T  | T  | C  | T  | C  | T  |
| Risultato | N | N  | P  | V  | P  | V  | V | V | V | V  | P  | V  | P  | V  | N  | N  | V  | P  | P  | P  | V  | N  | P  | V  | N  | V  | N  | V  | P  | P  | V  | V  | N  | P  |
| Posizione | 9 | 12 | 16 | 10 | 15 | 11 | 7 | 5 | 3 | 1  | 2  | 2  | 1  | 1  | 1  | 1  | 1  | 3  | 5  | 5  | 4  | 4  | 5  | 4  | 6  | 4  | 4  | 4  | 5  | 5  | 4  | 3  | 3  | 6  |

Legenda:

Luogo: C = Casa; T = Trasferta. Risultato: V = Vittoria; N = Pareggio; P = Sconfitta.

### Statistiche dei giocatori
| Giocatore       | 2. Bundesliga | 2. Bundesliga | 2. Bundesliga | 2. Bundesliga | Coppa di Germania | Coppa di Germania | Coppa di Germania | Coppa di Germania | Totale   | Totale | Totale      | Totale     |
| Giocatore       | Presenze      | Reti          | Ammonizioni   | Espulsioni    | Presenze          | Reti              | Ammonizioni       | Espulsioni        | Presenze | Reti   | Ammonizioni | Espulsioni |
| --------------- | ------------- | ------------- | ------------- | ------------- | ----------------- | ----------------- | ----------------- | ----------------- | -------- | ------ | ----------- | ---------- |
| T. Bayock       | 9             | 0             | 0             | 0             | 1                 | 0                 | 0                 | 0                 | 10       | 0      | 0           | 0          |
| E. Bediako      | 17            | 0             | 2             | 0             | 2                 | 0                 | 0                 | 0                 | 19       | 0      | 2           | 0          |
| S. Blank        | 29            | 8             | 9             | 1             | 5                 | 2                 | 2                 | 0                 | 34       | 10     | 11          | 1          |
| D. Brinkmann    | 29            | 4             | 3             | 0             | 5                 | 0                 | 1                 | 0                 | 34       | 4      | 4           | 0          |
| F. Ewertz       | 7             | 0             | 1             | 0             | 2                 | 0                 | 1                 | 0                 | 9        | 0      | 2           | 0          |
| C. Fiél         | 15            | 1             | 2             | 0             | 3                 | 0                 | 0                 | 0                 | 18       | 1      | 2           | 0          |
| I. Grlić        | 32            | 7             | 6             | 0             | 6                 | 1                 | 2                 | 0                 | 38       | 8      | 8           | 0          |
| D. Gómez        | 18            | 2             | 3             | 0             | 3                 | 0                 | 0                 | 0                 | 21       | 2      | 3           | 0          |
| C. Kim          | 0             | 0             | 0             | 0             | 0                 | 0                 | 0                 | 0                 | 0        | 0      | 0           | 0          |
| A. Klitzpera    | 33            | 4             | 4             | 0             | 6                 | 0                 | 2                 | 0                 | 39       | 4      | 6           | 0          |
| E. Krontiris    | 32            | 8             | 4             | 0             | 5                 | 3                 | 0                 | 0                 | 37       | 11     | 4           | 0          |
| W. Landgraf     | 27            | 0             | 6             | 1             | 6                 | 0                 | 1                 | 0                 | 33       | 0      | 7           | 1          |
| Q. Lanzaat      | 20            | 0             | 4             | 1             | 4                 | 0                 | 0                 | 0                 | 24       | 0      | 4           | 1          |
| G. Mbwando      | 27            | 1             | 3             | 0             | 3                 | 0                 | 0                 | 1                 | 30       | 1      | 3           | 1          |
| E. Meijer       | 30            | 6             | 8             | 0             | 6                 | 4                 | 3                 | 0                 | 36       | 10     | 11          | 0          |
| D. Memmersheim  | 0             | 0             | 0             | 0             | 0                 | 0                 | 0                 | 0                 | 0        | 0      | 0           | 0          |
| K. Michalke     | 27            | 3             | 2             | 0             | 4                 | 0                 | 2                 | 0                 | 31       | 3      | 4           | 0          |
| F. Paulus       | 29            | 0             | 2             | 0             | 5                 | 0                 | 0                 | 0                 | 34       | 0      | 2           | 0          |
| K. Pflipsen     | 29            | 3             | 2             | 1             | 6                 | 2                 | 0                 | 0                 | 35       | 5      | 2           | 1          |
| B. Salou        | 14            | 3             | 0             | 0             | 3                 | 0                 | 0                 | 0                 | 17       | 3      | 0           | 0          |
| S. Straub       | 34            | 0             | 1             | 0             | 6                 | 0                 | 0                 | 0                 | 40       | 0      | 1           | 0          |
| E. van der Luer | 10            | 0             | 2             | 0             | 2                 | 0                 | 0                 | 0                 | 12       | 0      | 2           | 0          |